# 亨菲爾德岩
亨菲爾德岩(62°18′45.8″S 59°35′03.3″W / 62.312722°S 59.584250°W)是南極洲的岩島，屬於南設得蘭群島的一部分，處於羅伯特島西北面、卡塔里納角東北面2.53公里、海伍德島以東5公里、奧帕卡岩以南0.7公里和連圖爾岩西北面2.81公里。

## 外部連結
- Composite Antarctic Gazetteer（页面存档备份，存于）.

 本条目引用的公有领域材料来自美国地质调查局的文档《亨菲爾德岩》 （資料來自地名信息系统）。